# Fountain City (Indiana)
|  | Dieser Artikel wurde aufgrund von inhaltlichen Mängeln auf der Qualitätssicherungsseite des Projektes USA eingetragen. Hilf mit, die Qualität dieses Artikels auf ein akzeptables Niveau zu bringen, und beteilige dich an der Diskussion! Eine nähere Beschreibung der zu behebenden Mängel fehlt. |

Fountain City ist eine Town in Wayne County, Indiana. Nach der Volkszählung aus dem Jahr 2000 hatte der Ort 735 Einwohner. Die Fläche des Ortes beträgt 0,7 km².

## Demographie
Die Volkszählung aus dem Jahr 2000 ergab 735 Einwohner, die sich auf 291 Haushalte verteilten. Damit beträgt die Bevölkerungsdichte 1091,5 Einwohner pro km².